# Ócsa
Ócsa  este un oraș în districtul Gyál, județul Pesta, Ungaria, având o populație de 8.859 de locuitori (2011). 

## Demografie
Componența etnică a orașului Ócsa
     Maghiari (96,41%)
     Romi (1,52%)
     Necunoscut (0,48%)
     Alții (1,59%)
Componența confesională a orașului Ócsa
     Romano-catolici (27,02%)
     Reformați (19,01%)
     Fără religie (17,83%)
     Atei (1,02%)
     Necunoscută (33,63%)
     Alte religii (6,02%)
Conform recensământului din 2011, orașul Ócsa avea 8.859 de locuitori. Din punct de vedere etnic, majoritatea locuitorilor (96,41%) erau maghiari, cu o minoritate de romi (1,52%). Apartenența etnică nu este cunoscută în cazul a 0,48% din locuitori. Locuitorii sunt în majoritate romano-catolici (27,02%), urmați de reformați (19,01%), persoane fără religie (17,83%) și atei (1,02%). Pentru 33,63% din locuitori nu este cunoscută apartenența confesională.

## Monumente
- Mănăstirea premonstratensă din Ócsa, sec. al XIII-lea